# Oreocarya thompsonii
Oreocarya thompsonii är en strävbladig växtart som först beskrevs av Ivan Murray Johnston, och fick sitt nu gällande namn av LeRoy Abrams. Oreocarya thompsonii ingår i släktet Oreocarya och familjen strävbladiga växter. Inga underarter finns listade i Catalogue of Life.